# Peter Guber
Peter Guber est un producteur américain né à Boston (États-Unis) le 2 mars 1942.
Il a été président de Columbia Pictures dans les années 1990.
Il est le cofondateur de Guber-Peters Company avec Jon Peters en 1983 et de Mandalay Entertainment en 1995.

## Filmographie
- 1977 : Les Grands Fonds (The Deep) de Peter Yates
- 1978 : Midnight Express d'Alan Parker
- 1982 : Six Weeks de Tony Bill
- 1987 : Les Sorcières d'Eastwick (The Witches of Eastwick) de George Miller
- 1989 : Batman de Tim Burton
- 1990 : Le Bûcher des vanités (The Bonfire of Vanities) de Brian de Palma
- 1992 : Batman le défi (Batman Returns) de Tim Burton
- 2001 : Stalingrad (Enemy at the Gates) de Jean-Jacques Annaud
- 2023 : Big George Foreman de George Tillman Jr.
- 2023 : Air de Ben Affleck
- 2025 : High and Low de Spike Lee